# Staurogyne wullschlaegeliana
Staurogyne wullschlaegeliana är en akantusväxtart som beskrevs av Cornelis Eliza Bertus Bremekamp. Staurogyne wullschlaegeliana ingår i släktet Staurogyne och familjen akantusväxter. Inga underarter finns listade i Catalogue of Life.